# Da Democracia na América
Da democracia na América (em francês, De la démocratie en Amérique) é um texto clássico de autoria de Alexis de Tocqueville lançado em 1835. Aborda os Estados Unidos dos anos 30 do século XIX, as suas virtudes e defeitos.
Alexis De Tocqueville e Gustave Beaumont, ambos aristocratas franceses, foram enviados pelo governo francês em 1831 para estudar o sistema prisional americano. Chegaram a Nova Iorque em Maio desse ano e passaram nove meses em viagem pelos Estados Unidos, tomando notas não só acerca das prisões, mas sobre todos os aspectos da sociedade norte-americana, incluindo a sua economia e o seu sistema político, único no mundo.
Após o retorno à França, em fevereiro de 1832, os dois autores enviaram seus relatórios penais ao governo; Beaumont escreveria ainda um romance sobre relações raciais nos Estados Unidos, mas foi a obra de Tocqueville, que foi impressa inúmeras vezes no século XIX, que se tornou um clássico. A política americana fascinou-o e ele cativou o sentido de dedicação das pessoas comuns ao processo político.  
Ele chegou aos Estados Unidos quando Andrew Jackson era presidente e os partidos políticos estavam num processo de transformação profunda, deixando de ser pequenas organizações dominadas pelas elites locais e as suas comissões eleitorais para se tornarem corpos massivos, devotados a eleger funcionários para os níveis local, regional e nacional. 
Como ele notou com assombro:
"Logo que colocamos os pés em solo americano, ficamos impressionados com uma espécie de tumulto… Até parece que o único prazer que o americano conhece é tomar parte do governo e discutir as suas medidas. 
Para dar apenas um exemplo deste entusiasmo, ouvi uma vez um discurso de um senador River, em Auburn, Nova Iorque, dirigindo-se à audiência durante três horas e meia! Após uma curta pausa, o senador Legarè, da Carolina do Sul, fez o seu discurso durante mais duas horas e meia!" 
A democracia na América é aclamada pela percepção do autor, mas também foi recentemente criticada por acadêmicos por suas lacunas. O aristocrata De Tocqueville haveria desprezado, ainda, alguns aspectos, incluindo a pobreza nas cidades e a escravatura. Mas o seu relatório da América Jacksoniana captura a energia da nova nação e, sobretudo, o quão intensamente as pessoas fizeram com que a democracia funcionasse.
Em sua visita pela América do Norte, Alexis de Tocqueville também visitou o Canadá. No verão de 1831, ele tomou nota de alguns dias de visita ao Baixo Canadá (Québec) e Alto Canadá (Ontário).
Em sua "Democracia na América", Tocqueville previu a importância, no futuro, que teriam os Estados Unidos e a Rússia como poderes mundiais. Nesse livro, ele registrou, em meados do século XIX:
"Existem duas grandes nações no mundo, as quais começando de pontos diferentes, parecem avançar para o mesmo objetivo: os russos e os anglo-americanos… Cada uma delas parece destinada por algum desígnio secreto do destino a um dia controlar em suas mãos os destinos de metade do mundo". 